# CD Eldense
CD Eldense is een Spaanse voetbalclub uit Elda in de regio Valencia. De club speelt vanaf seizoen 2023-2024 in de Segunda División A. Thuiswedstrijden worden gespeeld in het Estadio Nuevo Pepico Amat, dat een capaciteit van ruim 4.000 plaatsen heeft.

## Geschiedenis
CD Eldense werd opgericht in 1921. Het hoogste niveau waar de club actief was, was de zes seizoenen in de Segunda División A (Tweede Divisie A). Deze zes seizoenen waren verdeeld over drie periodes : 1956-1959, 1962-1964 en 2023-2024. De hoogste klassering bereikte men in het seizoen 1962/1963 toen men op de zevende plaats stond in de Segunda División. 
Nadat de club in 2006 als derde was geëindigd in de Tercera División, wist men via de play-offs te promoveren. Men speelde daarna slechts één seizoen in de Segunda B, want de club degradeerde in 2007 weer naar de Tercera División.  Tijdens het seizoen 2013-2014 werd voor de tweede keer de promotie afgedwongen naar de Segunda B. Het seizoen 2016-2017 zou echter rampzalig worden met een laatste plaats met enkel 15 punten en met een verloren wedstrijd tegen de B -ploeg van FC Barcelona met een monsterscore van 12-0, waarna de ploeg zelfs verdacht werd van matchfixing.
Tijdens het overgangsjaar 2020-2021 speelde de ploeg kampioen en kon zich zo vanaf seizoen 2021-2022 plaatsen voor de nieuwe Segunda División RFEF, het nieuwe vierde niveau van het Spaans voetbal.
Tijdens het seizoen 2021-2022 werd de ploeg vierde en kon zich zo plaatsen voor de eindronde.  Eerst werd Real Sociedad C, het tweede filiaal van Real Sociedad Santander met 1-0 uitgeschakeld en in de finale werd met dezelfde cijfers gewonnen van Sestao River Club. Zo speelt de ploeg vanaf seizoen 2022-2023 op het derde niveau van het Spaans voetbal, de Primera División RFEF.
Het daarvolgende seizoen 2022-2023 kende eenzelfde verloop.  De ploeg stond een hele periode aan de leiding van de competitie, maar het kampioenschap moesten ze overlaten aan  SD Amorebieta en een tweede plaats gaf toegang tot de eindronde.  Daar werden twee filialen uitgeschakeld, eerst was het de beurt aan Celta de Vigo B en in de finale werd nipt gewonnen van Real Madrid Castilla.  Na een dubbele confrontatie met de Madrilenen stond de stand na verlengingen 4-4 en dwong Eldense de promotie af door haar betere eindplaats na de reguliere competitie.
Zo speelt de ploeg vanaf seizoen 2023-2024 weer op het niveau van de Segunda División A.  Dat was sinds 1964 geleden.

## Eindklasseringen
- 1940 2e
2e regionaal
- 1941 5e
1e regionaal
- 1942 1e
1e regionaal
- 1943 1e
1e regionaal
- 1944 2e
Tercera División
- 1945 6e
Tercera División
- 1946 7e
Tercera División
- 1947 6e
Tercera División
- 1948 5e
Tercera División
- 1949 10e
Tercera División
- 1950 15e
Tercera División
- 1951 15e
Tercera División
- 1952
- 1953
- 1954 8e
Tercera División
- 1955 12e
Tercera División
- 1956 1e
Tercera División
- 1957 16e
Segunda División
- 1958 8e
Segunda División
- 1959 16e
Segunda División
- 1960 7e
Tercera División
- 1961 4e
Tercera División
- 1962 1e
Tercera División
- 1963 7e
Segunda División
- 1964 16e
Segunda División
- 1965 4e
Tercera División
- 1966 1e
Tercera División
- 1967 1e
Tercera División
- 1968 2e
Tercera División
- 1969 6e
Tercera División
- 1970 9e
Tercera División
- 1971 1e
1e regionaal
- 1972 10e
Tercera División
- 1973 14e
Tercera División
- 1974 7e
Tercera División
- 1975 4e
Tercera División
- 1976 11e
Tercera División
- 1977 4e
Tercera División
- 1978 19e
Segunda División B
- 1979 1e
Tercera División
- 1980 9e
Segunda División B
- 1981 20e
Segunda División B
- 1982 4e
Tercera División
- 1983 1e
Tercera División
- 1984 1e
Tercera División
- 1985 1e
Tercera División
- 1986 1e
Tercera División
- 1987 2e
Tercera División
- 1988 13e
Segunda División B
- 1989 5e
Segunda División B
- 1990 16e
Segunda División B
- 1991 18e
Segunda División B
- 1992 1e
Tercera División
- 1993 11e
Tercera División
- 1994 4e
Tercera División
- 1995 9e
Tercera División
- 1996 9e
Tercera División
- 1997 8e
Tercera División
- 1998 1e
Tercera División
- 1999 10e
Tercera División
- 2000 5e
Tercera División
- 2001 9e
Tercera División
- 2002 5e
Tercera División
- 2003 11e
Tercera División
- 2004 8e
Tercera División
- 2005 3e
Tercera División
- 2006 3e
Tercera División
- 2007 18e
Segunda División B
- 2008 5e
Tercera División
- 2009 6e
Tercera División
- 2010 17e
Tercera División
- 2011 14e
Tercera División
- 2012 14e
Tercera División
- 2013 10e
Tercera División
- 2014 1e
Tercera División
- 2015 16e
Segunda División B
- 2016 10e
Segunda División B
- 2017 20e
Segunda División B
- 2018 5e
Tercera División
- 2019 9e
Tercera División
- 2020 6e
Tercera División
- 2021 1e
Tercera División
- 2022 4e
Segunda Federación
- 2023 1e
Primera Federación
- 2024 16e
Segunda División
- 2025 19e
Segunda División

- Segunda División
- Primera Federación
- Segunda Federación
- Segunda División B
- Tercera Federación
- 1e regionaal
- 2e regionaal